# 热于多洛龙
热于多洛龙（法語：Geüs-d'Oloron）是法国比利牛斯-大西洋省的一个市镇，属于奥洛龙圣玛丽区（Oloron-Sainte-Marie）奥洛龙圣玛丽西县（Oloron-Sainte-Marie-Ouest）。该市镇总面积6.57平方公里，2009年时的人口为203人。

## 人口
热于多洛龙人口变化图示